# Неделин, Пётр Иванович
Пётр Иванович Неделин (27 ноября 1910 — 11 июня 1994) — советский военный деятель, генерал-лейтенант авиации, участник Гражданской войны в Испании, Финской войны и Великой Отечественной войны.

## Биография
Пётр Иванович Неделин родился 27 ноября 1910 года в селе Рябинки (ныне — Елецкий район Липецкой области). В 1931 году был призван на службу в Рабоче-Крестьянскую Красную Армию. В том же году он окончил военную пехотную школу, в 1932 году — Ленинградскую военно-теоретическую школу лётчиков, в 1933 году — Энгельсскую военную авиационную школу лётчиков. Служил лётчиков в различных авиационных частях. Участвовал в боях Гражданской войны в Испании ,был ведущим у Грицевца С.И. будущего первого трижды героя СССР, будучи командиром эскадрильи, был тяжело ранен при катастрофе самолёта. Вернувшись в СССР, занял должность помощника командира 49-го истребительного полка. В апреле 1940 года стал командиром этой части.
С начала Великой Отечественной войны — на её фронтах. Первоначально продолжал командовать тем же полком на Ленинградском фронте. Лётчики его полка совершили более двух с половиной тысяч вылетов, нанеся врагу большие потери в боевой технике и живой силе. Сам Неделин за время командования полком совершил 26 вылетов, участвовал 4 воздушных боях, сбив 2 самолёта. В апреле 1942 года Неделин был направлен в Главное управление истребительной авиации ВВС Красной Армии на должность старшего инспектора-лётчика по технике пилотирования Управления боевой подготовки формирования и укомплектования. Проводил большую работу по обучению молодых лётчиков технике и тактике воздушного боя, ведению меткого огня, овладению фигурами высшего пилотажа. Активно занимался составлением и изданием руководящих указаний, курсов и программ для лётных частей.
С августа 1943 года был начальником отдела боевой подготовки Управления ВВС Западного фронта ПВО. Продолжал заниматься подготовкой лётного состава, в том числе таких лётчиков-высотников, ночников, заоблачников. Организовывал занятия по учебному воздушному бою и воздушно-стрелковой подготовке. В апреле 1945 года возглавил отдел боевой подготовки 1-й армии ПВО.
После окончания войны продолжал службу в Военно-морском флоте СССР. Командовал крупными соединениями на Северном флоте, в составе Ленинградской и Северо-Кавказской армий ПВО. В 1949 году окончил курсы усовершенствования при Военно-воздушной академии, в 1954 году — авиационный факультет Высшей военной академии имени К. Е. Ворошилова. В 1961—1962 годах являлся военным представителем по ПВО Главного командования Объединённых вооружённых сил Организации Варшавского договора в Румынии. В 1962—1963 годах возглавлял штаб ВВС ПВО Советского Союза.С 1963-1965 был военным советником в Египте. В декабре 1965 года был уволен в запас.С1965 года работал консультантом в военном самолетостроении. Умер 11 июня 1994 года.

## Награды
- 2 ордена Ленина (22 февраля 1939 года, 30 декабря 1956 года);
- 2 ордена Красного Знамени (9 марта 1943 года, 19 ноября 1951 года);
- Орден Отечественной войны 1-й степени (6 апреля 1985 года);
- Орден Отечественной войны 2-й степени (3 августа 1944 года);
- 2 ордена Красной Звезды (26 января 1940 года, 5 ноября 1946 года);
- Медаль «За боевые заслуги» (3 ноября 1944 года) и другие медали.